# Athlétisme aux Jeux asiatiques de 2006
Navigation
Édition précédente Édition suivante
Les épreuves d'athlétisme aux Jeux asiatiques de 2006 se sont déroulées du 7 au 12 décembre 2006 au Khalifa Stadium, excepté pour les épreuves de marche et de marathon où elles ont eu lieu dans le centre de Doha. Quarante-cinq épreuves d'athlétisme (vingt-deux féminines et vingt-trois masculines) figuraient au programme.

## Tableau des médailles
| Athéltisme | Athlétisme aux Jeux asiatiques de 2006 | Athlétisme aux Jeux asiatiques de 2006 | Athlétisme aux Jeux asiatiques de 2006 | Athlétisme aux Jeux asiatiques de 2006 | Athlétisme aux Jeux asiatiques de 2006 |
| Position   | Pays                                   | Or                                     | Argent                                 | Bronze                                 | Total                                  |
| Position   | Pays                                   |                                        |                                        |                                        | Total                                  |
| 1          | Chine                                  | 14                                     | 9                                      | 8                                      | 31                                     |
| 2          | Bahreïn                                | 6                                      | 5                                      | 3                                      | 14                                     |
| 3          | Japon                                  | 5                                      | 9                                      | 13                                     | 27                                     |
| 4          | Arabie saoudite                        | 5                                      | 0                                      | 2                                      | 7                                      |
| 5          | Kazakhstan                             | 4                                      | 3                                      | 2                                      | 9                                      |
| 6          | Qatar                                  | 3                                      | 4                                      | 1                                      | 8                                      |
| 7          | Thaïlande                              | 2                                      | 0                                      | 1                                      | 3                                      |
| 8          | Inde                                   | 1                                      | 5                                      | 4                                      | 10                                     |
| 9          | Ouzbékistan                            | 1                                      | 4                                      | 0                                      | 5                                      |
| 10         | Corée du Sud                           | 1                                      | 1                                      | 3                                      | 5                                      |
| 11         | Iran                                   | 1                                      | 0                                      | 1                                      | 2                                      |
| 12         | Liban                                  | 1                                      | 0                                      | 0                                      | 1                                      |
| 12         | Tadjikistan                            | 1                                      | 0                                      | 0                                      | 1                                      |
| 14         | Koweït                                 | 0                                      | 3                                      | 1                                      | 4                                      |
| 15         | Sri Lanka                              | 0                                      | 1                                      | 2                                      | 3                                      |
| 16         | Malaisie                               | 0                                      | 1                                      | 1                                      | 2                                      |
| 17         | Kirghizistan                           | 0                                      | 1                                      | 0                                      | 1                                      |
| 18         | Taipei chinois                         | 0                                      | 0                                      | 3                                      | 3                                      |

## Femmes

### 100 m
| Médaille | Nom                   | Pays        | Temps   |
| -------- | --------------------- | ----------- | ------- |
|          | Guzel Khubbieva       | Ouzbékistan | 11 s 27 |
| Argent   | Susanthika Jayasinghe | Sri Lanka   | 11 s 34 |
| Bronze   | Ruqaya Al Ghasara     | Bahreïn     | 11 s 40 |

### 200 m
| Médaille | Nom                   | Pays        | Temps   |
| -------- | --------------------- | ----------- | ------- |
|          | Ruqaya Al Ghasara     | Bahreïn     | 23 s 19 |
| Argent   | Guzel Khubbieva       | Ouzbékistan | 23 s 30 |
| Bronze   | Susanthika Jayasinghe | Sri Lanka   | 23 s 42 |

### 400 m
| Médaille | Nom             | Pays       | Temps   |
| -------- | --------------- | ---------- | ------- |
|          | Olga Tereshkova | Kazakhstan | 51 s 86 |
| Argent   | Manjeet Kaur    | Inde       | 52 s 17 |
| Bronze   | Asami Tanno     | Japon      | 53 s 04 |

### 800 m
| Médaille | Nom                  | Pays       | Temps         |
| -------- | -------------------- | ---------- | ------------- |
|          | Maryam Yusuf Jamal   | Bahreïn    | 2 min 01 s 79 |
| Argent   | Santhi Soundarajan   | Inde       | 2 min 03 s 16 |
| Bronze   | Viktoriya Yalovtseva | Kazakhstan | 2 min 03 s 19 |

### 1 500 m
| Médaille | Nom                | Pays    | Temps         |
| -------- | ------------------ | ------- | ------------- |
|          | Maryam Yusuf Jamal | Bahreïn | 4 min 08 s 63 |
| Argent   | Yuriko Kobayashi   | Japon   | 4 min 14 s 96 |
| Bronze   | Sinimole Puaulose  | Inde    | 4 min 15 s 09 |

### 5 000 m
| Médaille | Nom               | Pays  | Temps          |
| -------- | ----------------- | ----- | -------------- |
|          | Xue Fei           | Chine | 15 min 40 s 12 |
| Argent   | Kayo Sugihara     | Japon | 15 min 40 s 87 |
| Bronze   | Jaisha Orchatteri | Inde  | 15 min 41 s 91 |

### 10 000 m
| Médaille | Nom                 | Pays    | Temps          |
| -------- | ------------------- | ------- | -------------- |
|          | Kayoko Fukushi      | Japon   | 31 min 29 s 38 |
| Argent   | Kareema Saleh Jasim | Bahreïn | 32 min 17 s 14 |
| Bronze   | Hiromi Ominami      | Japon   | 32 min 18 s 02 |

### 100 m haies
| Médaille | Nom            | Pays         | Temps   |
| -------- | -------------- | ------------ | ------- |
|          | Liu Jing       | Chine        | 12 s 93 |
| Argent   | Feng Yun       | Chine        | 13 s 10 |
| Bronze   | Lee Yeon-kyung | Corée du Sud | 13 s 23 |

### 400 m haies
| Médaille | Nom                   | Pays     | Temps   |
| -------- | --------------------- | -------- | ------- |
|          | Huang Xiaoxiao        | Chine    | 55 s 41 |
| Argent   | Satomi Kubokura       | Japon    | 56 s 49 |
| Bronze   | Noraseela Mohd Khalid | Malaisie | 56 s 85 |

### 4 x 100 m
| Médaille | Nom                                                            | Pays           | Temps   |
| -------- | -------------------------------------------------------------- | -------------- | ------- |
|          | Wang Jing Chen Jue Han Ling Qin Wangping                       | Chine          | 44 s 33 |
| Argent   | Tomoko Ishida Momoko Takahashi Takarako Nakamura Sakie Nobuoka | Japon          | 44 s 87 |
| Bronze   | Lin Yi Chun Chuang Shu Chuan Chen Ying Ru Yu Sheue An          | Taipei chinois | 45 s 86 |

### 4 x 400 m
| Médaille | Nom                                                                   | Pays       | Temps         |
| -------- | --------------------------------------------------------------------- | ---------- | ------------- |
|          | Sati Geetha Pinki Paramanik Chitra Kulathummuryil Manjeet Kaur        | Inde       | 3 min 32 s 95 |
| Argent   | Marina Maslyonko Viktoriya Yalovtseva Tatyana Azarova Olga Tereshkova | Kazakhstan | 3 min 33 s 86 |
| Bronze   | Han Ling Huang Xiaoxiao Tang Xiaoyin Li Xueji                         | Chine      | 3 min 33 s 92 |

### Marathon
| Médaille | Nom              | Pays  | Temps         |
| -------- | ---------------- | ----- | ------------- |
|          | Zhou Chunxiu     | Chine | 2 h 27 min 03 |
| Argent   | Kiyoko Shimahara | Japon | 2 h 30 min 34 |
| Bronze   | Kayoko Obata     | Japon | 2 h 30 min 38 |

### 20 km marche
| Médaille | Nom            | Pays  | Temps         |
| -------- | -------------- | ----- | ------------- |
|          | Liu Hong       | Chine | 1 h 32 min 19 |
| Argent   | Ryoko Sakakura | Japon | 1 h 33 min 19 |
| Bronze   | He Dan         | Chine | 1 h 34 min 24 |

### Saut en hauteur
| Médaille | Nom              | Pays         | Hauteur |
| -------- | ---------------- | ------------ | ------- |
|          | Marina Aitova    | Kazakhstan   | 1,93 m  |
| Argent   | Tatyana Efimenko | Kirghizistan | 1,91 m  |
| Argent   | Zheng Xingjuan   | Chine        | 1,91 m  |

### Saut à la perche
| Médaille | Nom             | Pays     | Hauteur |
| -------- | --------------- | -------- | ------- |
|          | Gao Shuying     | Chine    | 4,30 m  |
| Argent   | Roslinda Samsu  | Malaisie | 4,30 m  |
| Bronze   | Ikuko Nishikori | Japon    | 4,15 m  |
| Bronze   | Zhao Yingying   | Chine    | 4,15 m  |

### Saut en longueur
| Médaille | Nom               | Pays       | Distance |
| -------- | ----------------- | ---------- | -------- |
|          | Kumiko Ikeda      | Japon      | 6,81 m   |
| Argent   | Anju Bobby George | Inde       | 6,52 m   |
| Bronze   | Olga Rypakova     | Kazakhstan | 6,49 m   |

### Triple saut
| Médaille | Nom                  | Pays        | Distance |
| -------- | -------------------- | ----------- | -------- |
|          | Xie Limei            | Chine       | 14,37 m  |
| Argent   | Anastasiya Juravleva | Ouzbékistan | 14,26 m  |
| Bronze   | Li Qian              | Chine       | 13,78 m  |

### Lancer du poids
| Médaille | Nom           | Pays           | Distance |
| -------- | ------------- | -------------- | -------- |
|          | Li Ling       | Chine          | 18,42 m  |
| Argent   | Li Meiju      | Chine          | 18,08 m  |
| Bronze   | Lin Chia Ying | Taipei chinois | 16,70 m  |

### Lancer du disque
| Médaille | Nom            | Pays  | Distance |
| -------- | -------------- | ----- | -------- |
|          | Song Aimin     | Chine | 63,52 m  |
| Argent   | Ma Xuejun      | Chine | 62,43 m  |
| Bronze   | Krishna Poonia | Inde  | 61,53 m  |

### Lancer du marteau
| Médaille | Nom          | Pays  | Distance              |
| -------- | ------------ | ----- | --------------------- |
|          | Zhang Wenxiu | Chine | 74,15 m Record d'Asie |
| Argent   | Gu Yuan      | Chine | 65,13 m               |
| Bronze   | Masumi Aya   | Japon | 62,67 m               |

### Lancer du javelot
| Médaille | Nom           | Pays      | Distance |
| -------- | ------------- | --------- | -------- |
|          | Buoban Pamang | Thaïlande | 61,31 m  |
| Argent   | Ma Ning       | Chine     | 57,53 m  |
| Bronze   | Yuki Ebihara  | Japon     | 57,47 m  |

### Heptathlon
| Médaille | Nom           | Pays       | Points |
| -------- | ------------- | ---------- | ------ |
|          | Olga Rypakova | Kazakhstan | 5 955  |
| Argent   | Soma Biswas   | Inde       | 5 675  |
| Bronze   | J J Shobha    | Inde       | 5 662  |

## Hommes

### 100 m
| Médaille | Nom                 | Pays            | Temps   |
| -------- | ------------------- | --------------- | ------- |
|          | Yahya Hassan Habeeb | Arabie saoudite | 10 s 32 |
| Argent   | Naoki Tsukahara     | Japon           | 10 s 34 |
| Bronze   | Wachara Sondee      | Thaïlande       | 10 s 39 |

### 200 m
| Médaille | Nom             | Pays  | Temps   |
| -------- | --------------- | ----- | ------- |
|          | Shingo Suetsugu | Japon | 20 s 60 |
| Argent   | Yang Yaozu      | Chine | 20 s 71 |
| Bronze   | Shinji Takahira | Japon | 20 s 81 |

### 400 m
| Médaille | Nom               | Pays            | Temps   |
| -------- | ----------------- | --------------- | ------- |
|          | Hamdan Al-Bishi   | Arabie saoudite | 45 s 64 |
| Argent   | Brandon Simpson   | Bahreïn         | 45 s 68 |
| Bronze   | Fawzi Al Shammari | Koweït          | 46 s 35 |

### 800 m
| Médaille | Nom                  | Pays    | Temps         |
| -------- | -------------------- | ------- | ------------- |
|          | Yusuf Saad Kamel     | Bahreïn | 1 min 45 s 74 |
| Argent   | Mohammad Al Azemi    | Koweït  | 1 min 46 s 25 |
| Bronze   | Ehsan Mohajershojaei | Iran    | 1 min 47 s 43 |

### 1 500 m
| Médaille | Nom                  | Pays    | Temps         |
| -------- | -------------------- | ------- | ------------- |
|          | Daham Najm Bashair   | Qatar   | 3 min 38 s 06 |
| Argent   | Belall Mansoor Belal | Bahreïn | 3 min 38 s 08 |
| Bronze   | Rashid Ramzi         | Bahreïn | 3 min 38 s 91 |

### 5 000 m
| Médaille | Nom                  | Pays    | Temps          |
| -------- | -------------------- | ------- | -------------- |
|          | James Kwalia C'Kurui | Qatar   | 13 min 38 s 90 |
| Argent   | Mucheru Salem Jawher | Bahreïn | 13 min 41 s 10 |
| Bronze   | Sultan Khamis Zaman  | Qatar   | 13 min 45 s 91 |

### 10 000 m
| Médaille | Nom                  | Pays    | Temps          |
| -------- | -------------------- | ------- | -------------- |
|          | Ali Hasan Mahboob    | Bahreïn | 27 min 58 s 88 |
| Argent   | Essa Ismail Rashed   | Qatar   | 27 min 59 s 15 |
| Bronze   | Aadam Ismaeel Khamis | Bahreïn | 28 min 02 s 08 |

### 110 m haies
| Médaille | Nom          | Pays  | Temps   |
| -------- | ------------ | ----- | ------- |
|          | Liu Xiang    | Chine | 13 s 15 |
| Argent   | Shi Dongpeng | Chine | 13 s 28 |
| Bronze   | Masato Naito | Japon | 13 s 60 |

### 400 m haies
| Médaille | Nom              | Pays  | Temps   |
| -------- | ---------------- | ----- | ------- |
|          | Kenji Narisako   | Japon | 48 s 78 |
| Argent   | Meng Yan         | Chine | 49 s 26 |
| Bronze   | Naohiro Kawakita | Japon | 50 s 19 |

### 3 000 m steeple
| Médaille | Nom                 | Pays    | Temps         |
| -------- | ------------------- | ------- | ------------- |
|          | Tareq Mubarak Salem | Bahreïn | 8 min 26 s 85 |
| Argent   | Gamal Belal Salem   | Qatar   | 8 min 29 s 10 |
| Bronze   | Lin Xiangqian       | Chine   | 8 min 30 s 49 |

### 4 x 100 m
| Médaille | Nom                                                                     | Pays      | Temps   |
| -------- | ----------------------------------------------------------------------- | --------- | ------- |
|          | Seksan Wongsala Wachara Sondee Ekkachai Janthana Sittichai Suwonprateep | Thaïlande | 39 s 21 |
| Argent   | Naoki Tsukahara Shingo Suetsugu Yusuke Omae Shinji Takahira             | Japon     | 39 s 21 |
| Bronze   | Wen Yongyi Pang Guibin Yang Yaozu Hu Kai                                | Chine     | 39 s 62 |

### 4 x 400 m
| Médaille | Nom                                                                                  | Pays            | Temps         |
| -------- | ------------------------------------------------------------------------------------ | --------------- | ------------- |
|          | Ismail M. Al Sabani Hamed Hamdan al-Bishi Mohammed O. Al Salhi Hamdan Awdah Al Bishi | Arabie saoudite | 3 min 05 s 31 |
| Argent   | Aboo Backer Thanikkal Joseph G. Abraham Bhupinder Singh Binu K. Mathew               | Inde            | 3 min 06 s 65 |
| Bronze   | Pradeed Kumara Rohan Pushpakumara Rohitha Prasanna Dodampe Ashoka Jayasundara        | Sri Lanka       | 3 min 06 s 97 |

### Marathon
| Médaille | Nom                 | Pays    | Temps         |
| -------- | ------------------- | ------- | ------------- |
|          | Chami Moubarak      | Qatar   | 2 h 12 min 44 |
| Argent   | Khalid Kamal Yaseen | Bahreïn | 2 h 15 min 36 |
| Bronze   | Satoshi Osaki       | Japon   | 2 h 15 min 36 |

### 20 km marche
| Médaille | Nom              | Pays         | Temps         |
| -------- | ---------------- | ------------ | ------------- |
|          | Han Yucheng      | Chine        | 1 h 21 min 41 |
| Argent   | Kim Hyun-sub     | Corée du Sud | 1 h 23 min 12 |
| Bronze   | Koichiro Morioka | Japon        | 1 h 23 min 17 |

### Saut en hauteur
| Médaille | Nom                 | Pays       | Hauteur |
| -------- | ------------------- | ---------- | ------- |
|          | Jean-Claude Rabbath | Liban      | 2,23 m  |
| Argent   | Sergey Zasimovich   | Kazakhstan | 2,23 m  |
| Bronze   | Naoyuki Daigo       | Japon      | 2,23 m  |

### Saut à la perche
| Médaille | Nom            | Pays        | Hauteur |
| -------- | -------------- | ----------- | ------- |
|          | Daichi Sawano  | Japon       | 5,60 m  |
| Argent   | Leonid Andreev | Ouzbékistan | 5,55 m  |
| Bronze   | Yang Yansheng  | Chine       | 5,50 m  |

### Saut en longueur
| Médaille | Nom                    | Pays            | Distance |
| -------- | ---------------------- | --------------- | -------- |
|          | Hussain Taher Al Saba  | Arabie saoudite | 8,02 m   |
| Argent   | Saleh Al Hadad         | Koweït          | 7,88 m   |
| Bronze   | Ahmed Faez Bin Marzouq | Arabie saoudite | 7,85 m   |

### Triple saut
| Médaille | Nom            | Pays         | Distance |
| -------- | -------------- | ------------ | -------- |
|          | Li Yanxi       | Chine        | 17,06 m  |
| Argent   | Roman Valiyev  | Kazakhstan   | 16,98 m  |
| Bronze   | Kim Deok-hyeon | Corée du Sud | 16,87 m  |

### Lancer du poids
| Médaille | Nom                          | Pays            | Distance |
| -------- | ---------------------------- | --------------- | -------- |
|          | Sultan Abdulmajeed Al Hebshi | Arabie saoudite | 20,42 m  |
| Argent   | Khaled Habash M Al Suwaidi   | Qatar           | 20,05 m  |
| Bronze   | Chang Ming-Huang             | Taipei chinois  | 19,45 m  |

### Lancer du disque
| Médaille | Nom                       | Pays            | Distance |
| -------- | ------------------------- | --------------- | -------- |
|          | Ehsan Hadadi              | Iran            | 63,79 m  |
| Argent   | Rashid Shafi B. Al Dosari | Qatar           | 62,11 m  |
| Bronze   | Sultan Mubarak Al Dawodi  | Arabie saoudite | 60,82 m  |

### Lancer du marteau
| Médaille | Nom             | Pays        | Distance |
| -------- | --------------- | ----------- | -------- |
|          | Dilshod Nazarov | Tadjikistan | 74,43 m  |
| Argent   | Ali Zenkawi     | Koweït      | 73,14 m  |
| Bronze   | Hiroaki Doi     | Japon       | 69,45 m  |

### Lancer du javelot
| Médaille | Nom               | Pays         | Distance |
| -------- | ----------------- | ------------ | -------- |
|          | Park Jae-myong    | Corée du Sud | 79,30 m  |
| Argent   | Yukifumi Murakami | Japon        | 78,15 m  |
| Bronze   | Li Rongxiang      | Chine        | 76,13 m  |

### Décathlon
| Médaille | Nom             | Pays         | Points |
| -------- | --------------- | ------------ | ------ |
|          | Dmitriy Karpov  | Kazakhstan   | 8 384  |
| Argent   | Vitaliy Smirnov | Ouzbékistan  | 7 769  |
| Bronze   | Kim Kun-woo     | Corée du Sud | 7 665  |

## Record
Lors de l'épreuve féminine de lancer du marteau, l'athlète chinoise Zhang Wenxiu a battu son propre record d'Asie, pour l'établir à 74,15 m (ancien record : 73,24 m).